# عنکبوت درزباف خلیج فارس
عنکبوت درزباف خلیج فارس گونه‌ای از عنکبوت بوده که بومی انحصاری ایران است. نمونه‌های این عنکبوت از بندرعباس و جزیرهٔ هرمز (استان هرمزگان) جمع‌آوری شده‌اند. این گونه توسط یوری ماروسیک (عنکبوت‌شناس روس)، علیرضا زمانی و امید میرشمسی (عنکبوت شناسان ایرانی) توصیف و به افتخار خلیج فارس نام‌گذاری شده‌است.